# Aaron Holiday
Aaron Shawn Holiday (Ruston, 30 de setembro de 1996) é um jogador norte-americano de basquete profissional que atualmente joga no Atlanta Hawks da National Basketball Association (NBA).
Ele jogou basquete universitário na UCLA Bruins e foi selecionado pelos Pacers na primeira rodada do Draft da NBA de 2018 com a 23ª escolha geral.
Ele é o irmão mais novo dos jogadores da NBA, Jrue e Justin Holiday.

## Primeiros anos
Holiday nasceu em Ruston, Louisiana, filho de Shawn e Toya Holiday. Seus pais jogaram basquete universitário na Universidade do Estado do Arizona, onde Toya foi nomeada Jogadora do Ano da Pac-10 em 1982.
Holiday cursou o ensino médio em Campbell Hall em Los Angeles, onde ele foi titular em seus quatro anos. Como calouro, ele liderou a equipe na pontuação com média de 24,3 pontos por jogo. Ele teve uma média de 28,9 pontos, 8,5 rebotes e 6,0 assistências em seu terceiro ano antes de receber o prêmio de Melhor Jogador do Ano pelo CIF Southern Section IV-A e Los Angeles Daily News.
Em sua última temporada, ele teve média de 25 pontos, 8,5 rebotes, 4,5 assistências e 2,5 roubadas de bola e levou Campbell Hall à sua primeira final regional da Califórnia desde 2008 e compartilhou as honras de Jogador do Ano do Daily News com Bennie Boatwright da Valley Christian.
Holiday foi classificado como um recruta de quatro estrelas ficando em 40º lugar no Scout.com, 60º na Rivals.com e 88º na ESPN.com.

## Carreira universitária

### Primeiro ano
Holiday entrou na UCLA com a reputação de ser um defensor tenaz. Após um jogo de exibição contra os Bruins, o técnico da Cal State Los Angeles, Dieter Horton, admirou sua capacidade de perturbar, chamando-o de "pequeno demônio da Tasmânia na defesa". Holiday e seu colega recruta, Prince Ali, trouxeram a profundidade necessária para a UCLA, que estava com poucos armadores durante a temporada anterior.  
O treinador, Steve Alford, esperava que o calouro pudesse ajudar a facilitar as tarefas de manuseio de bola do armador Bryce Alford, que era mais eficaz nos arremessos. Em um jogo contra a Universidade Estadual de San Diego, que Bryce Alford não jogou por causa de uma lesão, o desempenho de Holiday contra uma forte defesa levou o treinador adversário, Steve Fisher, a chamá-lo de "o melhor jogador em quadra". 
A UCLA abriu a temporada de 2015-16 com Holiday como titular, juntamente com Alford e Isaac Hamilton, em uma escalação de três armadores.
Em 3 de dezembro de 2015, Holiday registrou 10 pontos, sete assistências e oito rebotes, em uma vitória de 87-77 contra Kentucky, a primeira vitória dos Bruins sobre um adversário melhor classificado desde 2003.
Os Bruins perderam seus últimos cinco jogos da temporada e terminaram com um recorde de 15-17. Holiday foi titular em todos os 32 jogos durante a temporada, tendo uma média de 10,3 pontos, 3.0 rebotes, 4,0 assistências (segundo da equipe) e 1,4 roubadas de bola (líder da equipe). Suas 127 assistências foram o quinto maior número feito por um calouro na história da universidade e o maior número de um calouro da UCLA desde que seu irmão Jrue teve 129 na temporada de 2008-09.  

### Segundo ano
Na temporada de 2016–17, Holiday foi transferido para o banco de reservas e se tornou o sexto homem dos Bruins, enquanto o armador calouro Lonzo Ball, juntou-se aos veteranos Alford e Hamilton na equipe titular.
Apesar da queda no tempo de jogo, Holiday teve uma temporada melhor. Ele não reclamou de seu novo papel e prosperou enquanto continuava a receber um tempo de jogo como titular, pois os Bruins costumavam usar uma formação de quatro armadores. 
Em 3 de dezembro de 2016, ele registrou 13 pontos e quatro assistências para liderar a UCLA a vitória por 97-92 sobre Kentucky, encerrando a sequência de 42 vitórias caseiras dos Wildcats.  
Na primeira rodada do Torneio da NCAA de 2017 contra Universidade de Kent, Holiday registrou 15 pontos e 11 assistências para ajudar os Bruins a vencer por 97-80. Os Bruins terminaram a temporada com um recorde de 31–5 depois de perder no Sweet 16 para Kentucky.  
Nessa temporada, Holiday obteve uma média de 12,3 pontos e 4,4 assistências em mais de 26 minutos por jogo, e recebeu menção honrosa para a equipe defensiva do Pac-12.  
Embora ele não tenha sido listado na maioria dos drafts simulados, ele se declarou para o Draft da NBA de 2017. Mais tarde, ele retirou seu nome do draft para manter a elegibilidade da faculdade. 

### Terceiro ano

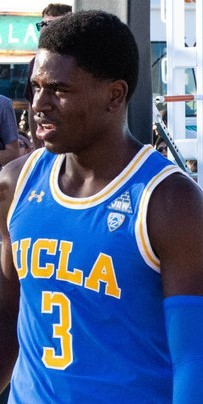
Holiday foi nomeado para a Terceira-Equipe All-American em 2018.

Holiday assumiu o papel de armador titular na temporada 2017-18, depois que Ball foi selecionado pelo Los Angeles Lakers no Draft da NBA. A UCLA perdeu quatro titulares em relação ao ano anterior, deixando Holiday como o maior pontuador da equipe. Ele e o recruta de cinco estrelas Jaylen Hands, deram aos Bruins dois armadores rápidos, capazes de segurar a bola, e esperava-se que eles jogassem um ao lado do outro, assim como compartilhassem os deveres da armação.
Em 23 de dezembro, Holiday registrou 20 pontos e oito assistências em uma vitória por 83-75 sobre Kentucky. A performance o ajudou a ganhar o prêmio de Jogador da Semana da Pac-12 pela primeira vez em sua carreira.
Em 29 de dezembro, Holiday marcou 23 dos primeiros 32 pontos dos Bruins, incluindo 15 pontos consecutivos, e terminou com 33 pontos, em uma vitória de 96-82 sobreWashington State. Ele adicionou 11 rebotes e quatro assistências e não cometeu turnovers durante os 40 minutos. Ele foi o primeiro jogador da UCLA a ter pelo menos 33 pontos e 11 rebotes em um jogo desde Ed O'Bannon em 1995. 
Em seu último jogo em casa na temporada, os Bruins venceram Oregon na prorrogação por 86-78 com 29 pontos e seis assistências de Holiday. Ele foi nomeado Jogador da Semana da Pac-12 pela segunda vez. No último jogo da temporada regular, Holiday registrou 34 pontos e sete assistências na vitória de 87-72 sobre USC, sendo nomeado Jogador da Semana da Pac-12 pela terceira vez.
Os Bruins se classificaram para o Torneio da NCAA de 2018, mas perderam por 65-58 para St. Bonaventure nos First Four.
Holiday terminou a temporada com uma média de 20,3 pontos e 5,8 assistências enquanto jogava em 37,7 minutos. Ele foi o primeiro jogador da universidade a obter, em média, pelo menos 20 pontos desde Ed O'Bannon, em 1994–95, e o primeiro a liderar a conferência em pontuação desde Reggie Miller, em 1985–86. Ele também se tornou o segundo jogador da universidade a obter, em média, pelo menos 19 pontos e cinco assistências, juntando-se a Bill Walton em 1973–74.   
Holiday foi eleito para a Terceira-Equipe All-American pelo Sporting News, e também foi nomeado para a Primeira-Equipe da Pac-12. Regularmente designado para defender o armador adversário, ele foi selecionado para a Equipe Defensiva da Pac-12.
Após a temporada, Holiday decidiu renunciar ao seu último ano na UCLA e se declarar para o Draft da NBA, onde ele era projetado para ser uma escolha de primeira rodada.

## Carreira profissional

### Indiana Pacers (2018–2021)
Holiday foi selecionado pelo Indiana Pacers com a 23ª escolha geral na primeira rodada do NBA Draft de 2018.  
Ao entrar na temporada de 2018-19, o técnico de Indiana, Nate McMillan, imaginou que seria difícil para ele receber um tempo consistente de jogo por causa dos veteranos Darren Collison, Cory Joseph,  Tyreke Evans e Victor Oladipo.  
Em 17 de novembro de 2018, Holiday marcou 12 pontos e fez três cestas de 3 pontos em 15 minutos para liderar uma vitória por 97-89 sobre o Atlanta Hawks. "Não venceríamos este jogo se ele não tivesse entrado e jogado daquela maneira nas duas extremidades", disse McMillan.   
Com Oladipo fora do jogo seguinte, Holiday registrou 19 pontos e sete rebotes em 21 minutos em uma vitória por 121-94 sobre o Utah Jazz. 
Oladipo perdeu 11 jogos, durante os quais Holiday obteve médias de 8,0 pontos em 42,9% de arremessos, 2,9 rebotes e 1,9 assistências em 16,6 minutos. Os Pacers voltaram à sua rotação anterior sem Holiday, mas ele retornou no final de janeiro de 2019 após Oladipo sofrer uma lesão no joelho direito. Em 5 de fevereiro, contra o Los Angeles Lakers, ele marcou 17 pontos em uma vitória por 136-94, dando a LeBron James a maior derrota sofrida (42 pontos) de sua carreira. No entanto, Holiday saiu da rotação novamente depois que Indiana adquiriu Wesley Matthews no final do mês.  
Em sua primeira temporada, ele jogou em 50 jogos durante a temporada regular tendo média de 5,9 pontos, 1,3 rebotes e 1,7 assistências. Ele jogou com moderação nos playoffs, quando os Pacers fora eliminado por 4-0 na primeira rodada pelo Boston Celtics.
Em 28 de dezembro de 2019, Holiday marcou 25 pontos em uma derrota por 120-98 para o New Orleans Pelicans. Nesse jogo, ele e os irmãos Justin e Jrue, que estavam nos Pelicans, se tornaram o primeiro trio de irmãos a entrar em uma quadra da NBA simultaneamente.
No final de janeiro de 2020, Holiday saiu de rotação depois que Oladipo se recuperou de uma lesão no joelho e fez sua estreia na temporada. 
Antes do início da temporada de 2020-21, os Pacers exerceram sua opção de renovação no quarto ano no contrato de novato de Holiday por US $ 3,9 milhões. Com o novo técnico Nate Bjorkgren, seu tempo de jogo diminuiu antes do intervalo para o All-Star Game da NBA. Holiday perdeu os últimos quatro jogos da temporada regular devido a uma contusão no dedão do pé, mas voltou para os jogos do play-in. Ele teve média de 7,2 pontos na temporada e acertou 36,8% dos arremessos de 3 pontos.

### Washington Wizards (2021–2022)

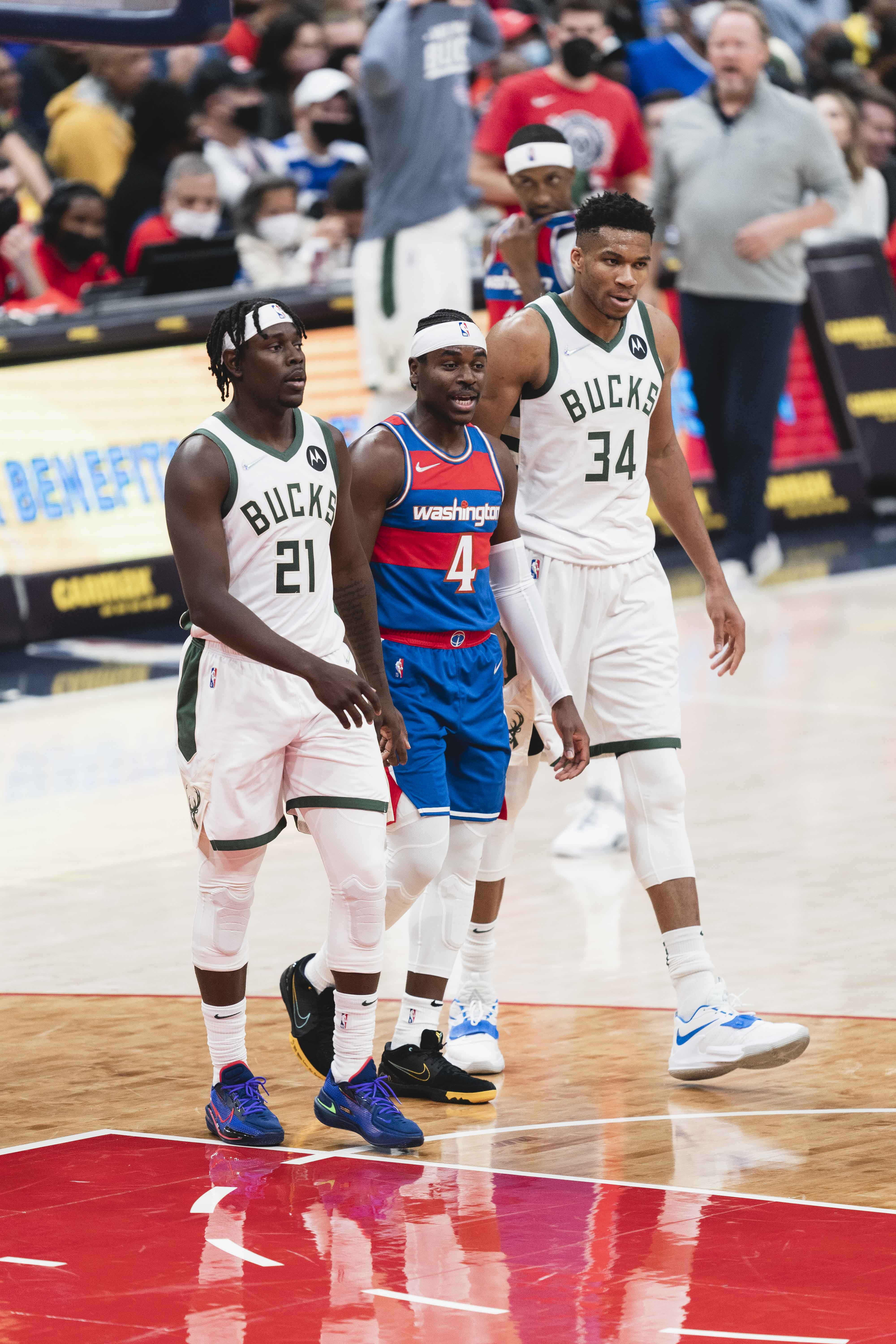
Holiday (centro) com seu irmão Jrue (esquerda) do Milwaukee Bucks em 2021

Em 6 de agosto de 2021, Holiday, junto com Isaiah Todd, foi negociado para o Washington Wizards em um acordo que envolveu cinco equipes. O tempo de jogo de Holiday diminuiu conforme a temporada avançava, embora ele tenha sido titular nos últimos quatro jogos que antecederam o prazo de trocas da temporada.

### Phoenix Suns (2022)
Em 10 de fevereiro de 2022, Holiday foi negociado com o Phoenix Suns. Na época, ele tinha médias de 6,1 pontos e 1,9 assistências para o Washington. Ele teve média de 6,8 pontos em 22 jogos pelos Suns.

### Atlanta Hawks (2022–Presente)
Em 6 de julho de 2022, o Atlanta Hawks assinou um contrato de 1 ano e US$1.9 milhões com Holiday, que o reuniu com seu ex-técnico dos Pacers, Nate McMillan, e também com seu irmão Justin.

## Estatísticas da carreira

### NBA

#### Temporada regular
| Ano      | Equipe     | PJ  | PT | MPJ  | AP   | 3P   | LL   | RT  | AS  | BR | TO | PPJ |
| -------- | ---------- | --- | -- | ---- | ---- | ---- | ---- | --- | --- | -- | -- | --- |
| 2018–19  | Indiana    | 50  | 0  | 12.9 | .401 | .339 | .820 | 1.3 | 1.7 | .4 | .3 | 5.9 |
| 2019–20  | Indiana    | 66  | 33 | 24.5 | .414 | .394 | .851 | 2.4 | 3.4 | .8 | .2 | 9.5 |
| 2020–21  | Indiana    | 66  | 8  | 17.8 | .390 | .368 | .819 | 1.3 | 1.9 | .7 | .2 | 7.2 |
| 2021–22  | Washington | 41  | 14 | 16.2 | .467 | .343 | .800 | 1.6 | 1.9 | .6 | .2 | 6.1 |
| 2021–22  | Phoenix    | 22  | 1  | 16.3 | .411 | .444 | .939 | 2.5 | 3.4 | .8 | .0 | 6.8 |
| Carreira | Carreira   | 245 | 56 | 17.5 | .416 | .377 | .845 | 1.8 | 2.4 | .6 | .1 | 7.1 |

#### Playoffs
| Ano      | Equipe   | PJ | PT | MPJ  | AP   | 3P   | LL   | RT  | AS  | BR  | TO | PPJ |
| -------- | -------- | -- | -- | ---- | ---- | ---- | ---- | --- | --- | --- | -- | --- |
| 2019     | Indiana  | 3  | 0  | 4.3  | .400 | .500 | .000 | .0  | .0  | .0  | .0 | 1.7 |
| 2020     | Indiana  | 4  | 2  | 18.0 | .571 | .444 | .600 | 1.3 | 2.5 | 1.0 | .0 | 7.8 |
| 2022     | Phoenix  | 6  | 0  | 3.3  | .571 | .714 | .000 | .5  | 1.5 | .5  | .2 | 3.5 |
| Carreira | Carreira | 13 | 2  | 8.5  | .513 | .552 | .199 | .6  | 1.3 | .5  | .0 | 4.3 |

### Universidade
| Ano      | Equipe   | PJ  | PT | MPJ  | AP   | 3P   | LL   | RT  | AS  | BR  | TO | PPJ  |
| -------- | -------- | --- | -- | ---- | ---- | ---- | ---- | --- | --- | --- | -- | ---- |
| 2015–16  | UCLA     | 32  | 32 | 31.7 | .394 | .419 | .727 | 3.0 | 4.0 | 1.4 | .3 | 10.3 |
| 2016–17  | UCLA     | 36  | 0  | 26.4 | .485 | .411 | .793 | 2.9 | 4.4 | 1.1 | .2 | 12.3 |
| 2017–18  | UCLA     | 33  | 33 | 37.7 | .461 | .429 | .828 | 3.7 | 5.8 | 1.3 | .2 | 20.3 |
| Carreira | Carreira | 101 | 65 | 31.9 | .446 | .419 | .782 | 3.2 | 4.7 | 1.2 | .2 | 14.3 |

Fonte:

## Vida pessoal
Holiday é o caçula de quatro filhos. Como Justin, seu outro irmão mais velho, Jrue, também se tornou jogador da NBA. Jrue também fez faculdade em UCLA, assim como a irmã Lauren, que jogou no time de basquete feminino dos Bruins. Além disso, Holiday é cunhado da jogadora da Seleção de Futebol Feminino dos Estados Unidos, Lauren Holiday.